# Ahornsirup
Ahornsirup er en sirup, der som regel laves af xylem sav fra Sukkerløn, Rød løn eller Sort løn træer, selvom den også kan laves andre ahornarter. I kolde klimaer opbevarer disse træer deres stivelse i deres stammer og rødder før vinteren; stivelsen omdannes derefter til sukker, hvis niveauer stiger i saven sidst på vinteren og det tidlige forår. Ahorntræer tappes ved at bore huller i deres stammer og samle saften, der behandles ved opvarmning for at fordampe meget af vandet og efterlade den koncentrerede sirup. De fleste træer kan producere 20 til 60 liter saft pr. sæson.
Ahornsirup blev først fremstillet og brugt af de oprindelige folk i Nordamerika. Europæiske nybyggere tog disse praksis til sig og forfinede gradvist produktionsmetoderne. Teknologiske forbedringer i 1970'erne raffinerede sirup forarbejdningen yderligere. Stort set al verdens ahornsirup produceres i Canada og USA. Den canadiske provins Quebec er den største producent og er ansvarlig for 70 procent af verdens produktion; Canadisk eksport af ahornsirup i 2016 var 487 millioner canadiske dollars (ca. 360 millioner amerikansk dollars), hvoraf Quebec tegnede sig for omkring 90 procent af dette.
Ahornsirup er klassificeret i henhold til Canada, USA eller Vermont skalaer baseret på dens densitet og gennemsigtighed. Saccharose er det mest almindelige sukker i ahornsirup. I Canada skal sirupper udelukkende laves af ahornsaft for at kvalificere sig som ahornsirup og skal også være mindst 66 procent sukker. I USA skal en sirup næsten udelukkende laves af ahornsaft for at blive mærket som "ahorn", selvom stater som Vermont og New York har strengere definitioner.
Ahornsirup bruges ofte som tilbehør til pandekager, vafler, fransk toast, havregryn eller grød. Det bruges også som ingrediens i bagning og som sødemiddel eller smagsstof. Kulinariske eksperter har rost dens unikke smag, selvom kemien ansvarlig for dette ikke er fuldt ud forstået.

### Citerede værker
- Ciesla, William M (2002). Non-wood Forest Products from Temperate Broad-leaved Trees. Food and Agriculture Organization of the United Nations. ISBN 978-92-5-104855-9.
- Eagleson, Janet; Hasner, Rosemary (2006). The Maple Syrup Book. The Boston Mills Press. ISBN 978-1-55046-411-5.
- Elliot, Elaine (2006). Maple Syrup: Recipes from Canada's Best Chefs. Formac Publishing Company. ISBN 978-0-88780-697-1.
- Taylor, Steve (2011). Advances in Food and Nutrition Research, Volume 56. Academic Press. ISBN 9780080922355.

## Yderligere læsning
- Lange, Michael (2017). Meanings of Maple: An Ethnography of Sugaring. University of Arkansas Press. ISBN 978-1-68226-037-1.
- Nearing, Helen; Nearing, Scott (2000). The Maple Sugar Book (50th anniversary udgave). Chelsea Green Publishing. ISBN 978-1-890132-63-7.
- Whynott, Douglas (2014). The Sugar Season: A Year in the Life of Maple Syrup and One Family's Quest for the Sweetest Harvest. Da Capo Press. ISBN 9780306822056. OCLC 868488316.